# كارديف (ألاباما)
كارديف (بالإنجليزية: Cardiff)‏ هي مدينة أمريكية تقع في ولاية ألاباما.تبلغ مساحة هذه المدينة 0.5 (كم²)،ويبلغ عدد سكانها 55 نسمة حسب إحصاء سنة 2010 م.تشير الإحصاءات بأن الكثافة السكانية في هذه المدينة تقدر بـ(164) نسمة/كم2.